# Diego Tondi
Diego Tondi é um engenheiro aeroespacial e aerodinamicistica italiano que atualmente é o chefe de aerodinâmica da equipe de Fórmula 1 da Ferrari.

## Carreira
Tondi se formou em engenharia aeroespacial com especialização em aerodinâmica na Universidade de Pisa em 2006. Ele ingressou na Fórmula 1 em outubro de 2007, quando se tornou engenheiro aerodinâmico da Ferrari. Seu primeiro emprego na empresa foi no departamento de estradas, usando simulação CFD e túnel de vento, antes de passar em novembro de 2008 a trabalhar na divisão de corrida de Fórmula 1 da equipe italiana, como engenheiro de teste no túnel de vento, para o desenvolvimento de CFD na parte frontal do carro, incluindo asa dianteira, nariz, tambor dianteiro e suspensão dianteira até agosto de 2010 e depois se mudou para o desenvolvimento da parte traseira do carro até setembro de 2011, quando ele assumiu uma nova função, começando a trabalhar como aerodinamicista conceitual.
Em janeiro de 2014, Tondi foi promovido a vice-líder do grupo da equipe de frente, supervisionando quinze pessoas que trabalhavam na parte frontal do carro de Fórmula 1 da Ferrari, que foi pilotado por Kimi Räikkönen e Fernando Alonso. Em junho do mesmo ano, ele foi promovido ao cargo de líder desse grupo. O grupo era composta por dezoito pessoas entre projetistas e aerodinamicistas. A área de desenvolvimento cobria toda a parte frontal do carro, indo da asa dianteira ao pod dianteiro, passando pelo design do tambor dianteiro, nariz e assoalho. Ele ocupou essa posição até janeiro de 2018, quando Tondi se tornou o novo líder do grupo de equipe de carros novos e conceitos. Nessa função, ele era responsável por dar suporte ao chefe de desenvolvimento aerodinâmico para o gerenciamento diário do desenvolvimento.
Tondi se tornou o aerodinamicista principal da Scuderia Ferrari em agosto de 2020. Suas principais responsabilidades nesta função era apoiar o chefe de desenvolvimento aeronáutico na gestão diária do desenvolvimento e impulsionar a visão estabelecida com o mesmo e, ficando em contato direto com outros departamentos. Em janeiro de 2021, Tondi se tornou o chefe de desenvolvimento aerodinâmico, função que ele exerceu até o mês de julho de 2024. Em março de 2023, ele substituiu David Sanchez e se tornou figura-chave supervisionando toda a aerodinâmica do carro.
Em agosto de 2024, a Ferrari nomeou Tondi como seu novo chefe de aerodinâmica após a saída do diretor técnico de chassis, Enrico Cardile, para se juntar à equipe Aston Martin em 2025.